# 冨重英二郎
冨重 英二郎（とみしげ えいじろう、2001年6月1日 - ）は、神奈川県横須賀市出身のプロ野球選手。ベースボール・チャレンジ・リーグの神奈川フューチャードリームス所属。

## 経歴

### 学生時代
横須賀市立大塚台小学校では横須賀中央リトルリーグ、横須賀市立浦賀中学校では横浜東金沢リトルシニアにそれぞれ所属。
東海大学付属相模高校では三年次の2019年春季大会から公式戦へ登板し、同季関東大会準決勝の山村学園高校戦で先発登板するなど優勝に貢献した。チームは第101回全国高等学校野球選手権大会に出場し冨重もベンチ入りしたが、出場機会はなし。同学年に遠藤成、1学年下に山村崇嘉、西川僚祐らがいる。
国際武道大学では三年次秋から千葉県大学野球連盟リーグ戦に登板した。公式戦15試合全てリリーフとしての登板であり、第72回全日本大学野球選手権大会でも2試合にリリーフ登板し無失点であった。

### 社会人野球時代
大学卒業後はバイタルネット硬式野球部に進んだ。
しかしながら入社後に実戦の機会が少ないことに満足できず、また高校の先輩で当時フューチャードリームスに所属していた安里海（現沖縄電力硬式野球部）の姿に感化され、退社を選び独立リーグ挑戦を決意した。

### BC神奈川時代
ベースボール・チャレンジ・リーグ合同トライアウト受験を経て、特別合格枠として神奈川フューチャードリームスへ入団した。背番号は前年まで安里が着用していた19。
リーグ戦開幕から4試合で22回を投げ自責点1、被安打11本に抑える好投を見せると、5月20日にはBCリーグ選抜として北海道日本ハムファイターズ二軍との試合に登板し、1回を無失点に抑えた。

## 選手としての特徴
球速は大学時代に最速149km、フューチャードリームスでは最速151kmを記録した。
横浜DeNAベイスターズスカウトの河原隆一は「ストレートが強い。曲げ球も得意で、直球も若干曲がる。バッターが捉えづらい投手」と評価している。